# ノイジードル・アム・ゼー郡

ノイジードル・アム・ゼー郡
Bezirk Neusiedl am See

ノイジードル・アム・ゼー郡（ノイジードル・アム・ゼーぐん、独: Bezirk Neusiedl am See）は、オーストリアのブルゲンラント州にある郡（Bezirk; 行政管区とも訳される）。郡庁所在地はノイジードル・アム・ゼー。
ブルゲンラント州の北端に位置する。西でアイゼンシュタット＝ウムゲーブング郡およびルストと、北でニーダーエスターライヒ州のブルック・アン・デア・ライタ郡と接している。北東はスロバキアのブラチスラヴァ県との、東および南はハンガリーのジェール・モション・ショプロン県との国境となっている。なお構成する市町村はハンガリー王国時代はポジョニ県およびショプロン県に属していた。
ノイジードル・アム・ゼー郡には以下の27の市町村（Gemeinde; ゲマインデ）がある。そのうちノイジードル・アム・ゼーとフラウエンキルヒェンが市（Stadt）に、10自治体が町（Marktgemeinde; 市場町）に指定されている。
- アペトロン Apetlon （町）
- アンダウ Andau （町）
- イルミッツ Illmitz （町）
- ヴァイデン・アム・ゼー Weiden am See
- ヴァレルン・イム・ブルゲンラント Wallern im Burgenland （町）
- ヴィンデン・アム・ゼー Winden am See （町）
- エーデルスタール Edelstal
- ガッテンドルフ Gattendorf
- キットゼー Kittsee
- ゴルス Gols （町）
- ザンクト・アンドレー・アム・ツィックゼー St. Andrä am Zicksee （町）
- タッテン Tadten
- ツルンドルフ Zurndorf （町）
- ドイチュ・ヤールンドルフ Deutsch Jahrndorf
- ニッケルスドルフ Nickelsdorf
- ノイジードル・アム・ゼー Neusiedl am See （市）
- ノイドルフ・バイ・パルンドルフ Neudorf bei Parndorf
- パーマ Pama
- パムハーゲン Pamhagen
- ハルプトゥルン Halbturn
- パルンドルフ Parndorf
- フラウエンキルヒェン Frauenkirchen （市）
- ブルックノイドルフ Bruckneudorf
- ポーダースドルフ・アム・ゼー Podersdorf am See （町）
- ポッツノイジードル Potzneusiedl
- メンヒホーフ Mönchhof
- ヨイス Jois （町）